# 1950 au Québec
Cet article traite des événements survenus en 1950 au Québec. 

## Événements

### Janvier
- 10 au 12 janvier : conférence fédérale-provinciale à Ottawa. Les premiers ministres acceptent la création d'un comité chargé d'étudier les questions constitutionnelles. De son côté, le premier ministre Maurice Duplessis se prononce pour une décentralisation des pouvoirs[1].

### Février
- 10 février : l'archevêque de Montréal, Joseph Charbonneau, demande à Rome d'être muté ailleurs pour "cause de maladie"[2].
- 15 février : début de la deuxième session de la 23e législature[3].
- 17 février : première du film Séraphin, réalisé par Paul Gury[4].
- 23 février : début du procès d'Albert Guay, accusé d'avoir commis l'attentat ayant mené au crash aérien de Sault-au-Cochon[5].

### Mars
- 9 mars : une loi adoptée à l'unanimité par l'Assemblée législative confirme le Fleurdelisé comme le drapeau officiel du Québec[3].
- 14 mars : Albert Guay est reconnu coupable du crime de Sault-au-Cochon[6].
- 24 mars : Georges-Émile Lapalme annonce sa candidature à la tête du Parti libéral[7].
- 25 mars : Paul-Émile Léger succède à Joseph Charbonneau comme archevêque de Montréal[8].
- 29 mars : la résidence officielle du lieutenant-gouverneur change de nom. Spencer Wood devient le Bois-de-Coulonge[9].

### Avril
- 12 avril : Antoine Rivard devient solliciteur général[10].
- 20 avril : la Commission Massey termine ses audiences[11].

### Mai
- 6 mai : un incendie éclate à Rimouski sur le site de l'usine Price et s'étend à la ville, faisant pour plus de 20 millions de dollars de dégâts. 320 maisons, deux couvents, un hôpital, le palais de justice, la prison et l'usine Price sont détruits par les flammes, soit le tiers de la ville[12].
- 9 mai : plus de la moitié du village de Cabano est détruit par un incendie qui a pris naissance dans la cour d'un moulin à scie. 150 bâtiments sont rasés; il y a pour plus de 6 millions de dollars de dégâts[13].
- 20 mai : Georges-Émile Lapalme succède à Adélard Godbout comme chef du Parti libéral du Québec. Député fédéral, il abandonnera son siège à Ottawa à la fin de la session. George Marler reste chef de l'opposition officielle pour le moment[14].

### Juin
- 6 juin : Généreux Ruest est arrêté et accusé de complicité de meurtre dans l'affaire de Sault-au-Cochon. Il a été dénoncé par Albert Guay[15].
- 16 juin : Québec annonce qu'il versera 5 millions de dollars à Rimouski et 600 000 $ à Cabano afin d'aider à reconstruire les villes[12].

### Août
- 7 août : le Globe and Mail rapporte la découverte d'un énorme cratère météorite dans l'Ungava[16].
- 14 août : le paquebot Québec est détruit par les flammes en face de Tadoussac. Le bilan est de 7 morts[17].
- 17 août : fondation de la Commission de transports de Montréal[18].
- 27 août : Lévis fête le cinquantième anniversaire des Caisses Desjardins[19].

### Septembre
- 1er septembre : inauguration du sanatorium de Macamic par Maurice Duplessis[20].
- 11 septembre : une enquête sur la corruption et les activités illicites à Montréal a lieu au Palais de justice sous la présidence du juge François Caron[21].
- 25 au 28 septembre : conférence fédérale-provinciale à Québec. On y discute d'amendements à la Constitution ainsi que de son éventuel rapatriement de Londres[22].

### Octobre
- 1er octobre : Gaspard Fauteux est nommé lieutenant-gouverneur, succédant ainsi à Eugène Fiset[3].
- 3 octobre : Air France inaugure la première liaison aérienne Montréal-Paris[23].
- 4 octobre : début de la construction du chemin de fer Sept-Îles-Schefferville[24].
- 16 octobre : une explosion de 20 tonnes de dynamite fait 70 blessés à la mine de Malartic[25].

### Novembre
- 10 novembre : un bombardier B-50 américain venant de Goose Bay et se dirigeant vers l'Arizona est obligé de larguer sa bombe atomique Mark IV au large de Saint-André-de-Kamouraska, après l'avoir délestée de son plutonium à cause d'avaries au moteur. La bombe explose à 760 m d'altitude, et 45 kg d'uranium sont dispersés dans l'atmosphère[26].
- 13 novembre :
  - Marguerite Bourgeoys est béatifiée[27].
  - un DC-4 de la Curtiss Reid s'écrase sur un plateau du mont Obiou dans les Alpes françaises. Ses passagers, 51 pèlerins de la région de Québec, revenaient de Rome où ils avaient assisté à la cérémonie de béatification de Marguerite Bourgeoys[28].
- Le maire de Québec, Lucien-Hubert Borne, est élu maire pour la troisième fois consécutive[29].

### Décembre
- 11 décembre : Camillien Houde est réélu maire de Montréal par 30 000 voix de majorité contre son adversaire Sarto Fournier[30].
- 22 décembre : Félix Leclerc commence une série de spectacles à Paris, qui sera suivie d'une tournée de deux ans en France[31].

## Naissances
- Jean Guimond (producteur télé)  († 13 avril 2022)
- Jacques  Teasdale  (journaliste) († 16 juillet 2024)
- Pierre Rinfret (chroniqueur et journaliste sportif) († 27 mai 2022)
- Suzanne Stevens (chanteuse)
- 1er janvier : Richard Dupras, joueur professionnel québécois de hockey sur glace.
- 3 janvier - Jean-Pierre Charbonneau (homme politique)
- 18 janvier - Gilles Villeneuve (coureur automobile) († 9 mai 1982)
- 19 janvier - Sébastien Dhavernas (acteur et homme politique)
- 10 février - Yves Trudel (comédien) († 11 mars 2022)
- 18 février - Michel Gauthier (homme politique) († 30 mai 2020)
- 19 février - Monique Simard (femme politique et syndicaliste)
- 20 février - Claude Cousineau (homme politique)
- 6 mars - Marie-Michèle Desrosiers (chanteuse)
- 13 mars - André Spénard (homme politique) († 14 octobre 2022)
- 1er avril - Daniel Paillé (chef du Bloc québécois)
- 16 avril - Robert Dutil (homme politique)
- 19 avril - Gérard Asselin (homme politique) († 9 février 2013)
- 21 avril - Louise-Andrée Saulnier (sexologue et animatrice)  († 2 septembre 2022)
- 12 mai - Les actrices jumelles Louise Portal et Pauline Lapointe († 30 août 2010)
- 20 mai - Yvon Lambert (joueur de hockey)
- 25 mai - Louis Saia (acteur, réalisateur et scénariste)
- 6 juin - Pierrette Robitaille (actrice)
- 11 juin - Serge Lajeunesse (joueur de hockey)
- 16 juin - Michel Clair (homme politique)
- 25 juin - Michel Côté (acteur) († 29 mai 2023)
- 12 juillet - Gilles Meloche (joueur de hockey)
- 16 juillet
  - Hélène Scherrer (femme politique)
  - Pierre Paradis (homme politique)
- 18 juillet - Jack Layton (chef du Nouveau Parti démocratique du Canada) († 22 août 2011)
- 10 août - Rémy Girard (acteur)
- 24 août - Anne Renée (chanteuse)
- 12 septembre - Marguerite Blais (animatrice et femme politique)
- 26 septembre - Yves Boisvert (poète) († 23 décembre 2012)
- 30 octobre - Pierre Claude Nolin (homme politique) († 23 avril 2015)
- 14 octobre - André Spénard
- 17 octobre - Jocelyne Blouin (météorologue) († 27 mai 2019)
- 13 novembre - Gilbert Perreault (joueur de hockey)
- 1er décembre - Daniel Hétu (pianiste et chanteur) († 8 janvier 2008)
- 11 décembre - Serge Lajeunesse (joueur de hockey)
- 12 décembre -
  - Daniel Bouchard (joueur de hockey)
  - Jocelyne Cazin (journaliste)
- 17 décembre - Chantal Pary (chanteuse)
- 20 décembre - Bill Clement  (joueur de hockey)
- 22 décembre - Norm Gratton (joueur de hockey) († 10 décembre 2010)

## Décès
- 15 mai - Hervé-Edgar Brunelle (homme politique) (º 13 juin 1891)
- 22 juillet - William Lyon Mackenzie King (ancien premier ministre du Canada) (º 17 décembre 1874)
- 25 juillet - Gleason Belzile (homme politique) (º 30 août 1898)
- 2 août - Pierre-François Casgrain (avocat et homme politique) (º 4 août 1886)
- 19 octobre - Charles Colquhoun Ballantyne (homme d'affaires et homme politique) (º 9 août 1867)
- 8 novembre - Albini Lafortune (personnalité religieuse) (º 5 mai 1893)
- 14 novembre - Georges-Alexandre Courchesne (personnalité religieuse) (º 13 septembre 1880)

## Sources et références
1. ↑  Bilan du Siècle
2. ↑  Bilan du Siècle
3. 1 2 3  « Chronologie parlementaire 1950-1953 » (consulté le 11 mars 2009)
4. ↑  Bilan du Siècle
5. ↑  Dollard Dansereau. Causes célèbres du Québec. Leméac. 1974. p. 173
6. ↑  Trouvé coupable de meurtre, Albert Guay est condamné à être pendu le 23 juin. Le Devoir. 15 mars 1950. p. 3
7. ↑  « M. Lapalme recueillera très probablement la succession de M. Godbout », Le Devoir,‎ 24 mars 1950, p. 1
8. ↑  Bilan du Siècle
9. ↑  Chronologie parlementaire 1950-1953
10. ↑  Biographie d'Antoine Rivard sur le site de l'Assemblée nationale
11. ↑  Audiences publiques de la commission royale
12. 1 2  Bilan du Siècle
13. ↑  Idem
14. ↑  Bilan du Siècle
15. ↑  « Généreux Ruest est appréhendé et accusé de complicité de meurtre », Le Devoir,‎ 7 juin 1950, p. 1
16. ↑  Cratère du Pingualuit
17. ↑  « Le "Québec" détruit par les flammes. Trois personnes manquent à l'appel », Le Devoir,‎ 15 août 1950, p. 1
18. ↑  Le président de la Commission de transport touchera $15, 000. Le Devoir. 18 août 1950. p. 3
19. ↑  Bilan du Siècle
20. ↑  « Un sanatorium de 225 lits a été inauguré à Macamic », Le Devoir,‎ 5 septembre 1950, p. 10
21. ↑  Bilan du Siècle
22. ↑  Bilan du Siècle
23. ↑  Bilan du Siècle
24. ↑  Chemin de fer Quebec North Shore and Labrador
25. ↑  « 70 personnes légèrement blessées dans l'explosion de Malartic », Le Devoir,‎ 17 octobre 1950, p. 3
26. ↑  Société Radio-Canada, « Il y a 65 ans, une bombe était larguée à Saint-André-de-Kamouraska », Radio-Canada Nouvelles,‎ 10 novembre 2015 (lire en ligne)
27. ↑  Canonisation de Marguerite Bourgeoys
28. ↑  Tous les passagers sont morts. On a repéré les débris de l'appareil ce matin. Le Devoir. 14 novembre 1950. p. 3
29. ↑  Lucien Borne réélu maire de Québec. Le Devoir. 14 novembre 1950. p.3
30. ↑  Le maire Houde réélu par 30,000 voix de majorité. Le Devoir. 12 décembre 1950. p. 3
31. ↑  Pierre Bertin. Félix Leclerc. Le Roi heureux. Boréal. 1988. p. 185